# Нидерландско-украинские отношения
Украинско-нидерландские отношения — международные отношения между Украиной и Нидерландами.

## Отношения в 1919—1922 годах

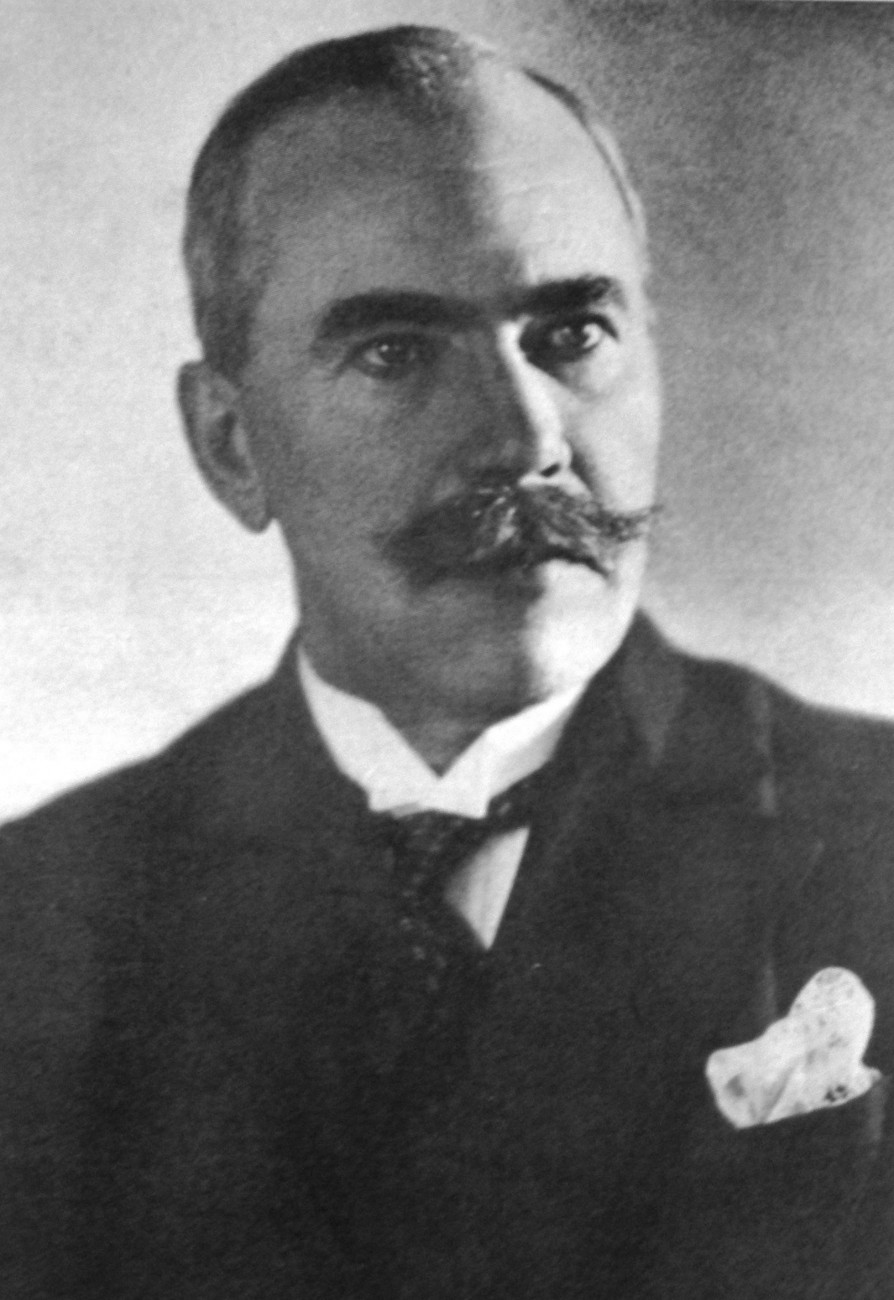
Андрей Яковлев — первый украинский дипломатический представитель в Нидерландах

Дипломатические отношения между Королевством Нидерланды и Украинской Народной Республикой были установлены в 1919 году (19 января назначено и 3 февраля открыто дипломатическое представительство УНР в Нидерландах, позже было открыто и пресс-бюро УНР, 20 января назначен Генеральный консул Нидерландов в Киеве), однако официального признания УНР не произошло (Нидерланды ожидали признания со стороны Франции, Великобритании и Италии). Несмотря на это, персонал украинской дипломатической миссии в Нидерландах был освобожден от регистрации в полиции, которая была обязательной для всех иностранцев, и без препятствий получал визы для въезда и выезда из страны; с 1920 года дипломатической миссии УНР начали выдавать дипломатические визы как «украинской делегации»; по просьбе украинского представительства украинским послам, председателям миссий и министрам без препятствий выдавались дипломатические визы для въезда на территорию Нидерландов; было разрешено выдавать паспорта украинским гражданам (они визировались нидерландскими учреждениями и признавались действительными для пребывания на территории Нидерландов); паспорта, которые выдавало украинское представительство в
Нидерландах, визировались английскими, американскими, бельгийскими, швейцарскими и французскими консулами; Министерство иностранных дел Нидерландов и другие официальные учреждения официально обращались к украинской дипломатической миссии; в школьных атласах 1919—1920 годов печатались специальные карты Украины.
Изначально МИД Нидерландов официально отказался признавать дипломатическую миссию Украины, однако другие нидерландские министерства неофициально считали миссию представителем Украины в стране, в дальнейшем и МИД Нидерландов стал считаться с миссией как официальным представителем УНР. В Голландии украинский вопрос поддерживало подавляющее большинство политических партий и групп, кроме коммунистической партии (голландские политические круги в большинстве негативно относились к империалистической политике большевиков, поэтому «симпатизировали» украинцам в их освободительной борьбе — так, на амстердамской международной социалистической конференции, проходившей 25 апреля 1920 года, представители нидерландских социалистов проголосовали за официальное признание УНР). Лично симпатизировали УНР входившие в католическую партию глава Совета министров Шарль Рёйс де Беренбраук и глава Второй палаты Генеральных штатов Дионисий Адрианус Петрус Норбертус Коолен.

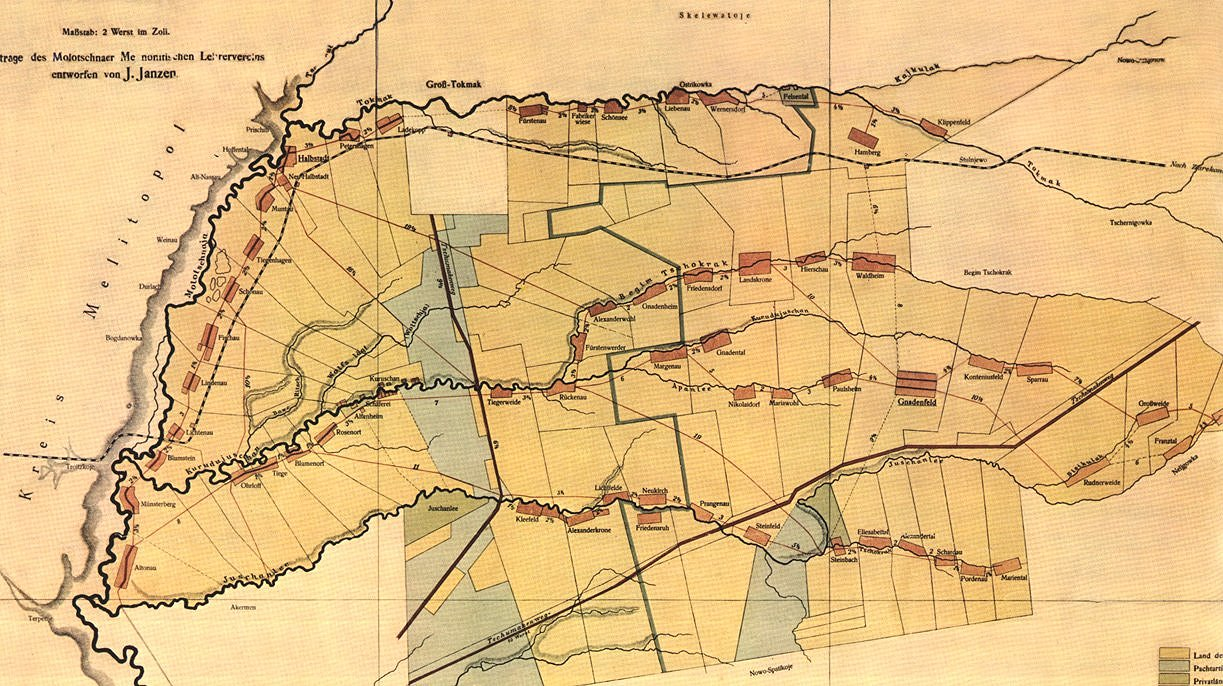
Карта меннонитских поселений бывшего Молочанского меннонитского округа Таврической губернии в 1912 году

Важным фактором в отношениях между УНР и Нидерландами являлись голландские меннониты, которых на Украине насчитывалось 60 000 — 80 000 человек. Еще летом 1917 года меннонитские объединения Екатеринославщины, Херсонщины и Северной Таврии признали Украинскую Центральную Раду и борьбу украинцев за государственную независимость. В то же время украинские власти гарантировали меннонитским общинам государственную поддержку в экономической и культурной сферах — УНР в своей
внутренней политике придерживалась демократического принципа о праве свободного развития любой национальной общности, проживавшей на Украине. Нидерландские политические круги были крайне благодарны украинскому правительству за опеку над меннонитами, в связи с чем дипломатической миссии УНР в 1919 году было достаточно легко наладить свою работу и открыть собственное пресс-бюро, информировавшее голландское общество о событиях на Украине.
Одной из основных задач украинской миссии являлось освобождение украинских военнопленных, находившихся на территории Нидерландов. На помощь украинским военнопленным, попавшим в Бельгию и Голландию из немецкой армии, правительство УНР выделило 20 000 карбованцев. Благодаря ходатайству украинских дипломатов, из Голландии на Украину в 1919 году было отправлено 80 украинских военнопленных, которым выдали украинские паспорта и средства на дорогу.
Голландская сторона выражала надежды на установление взаимовыгодных экономических отношений с УНР, в частности, в 1919 году значительные надежды на установление экономических связей с Украиной возлагали нидерландские министерства торговли и промышленности. В 1920 году представительством УНР были изданы и разосланы брошюры и бюллетени о возможном экономическом сотрудничестве с Украиной, в свою очередь МИД Нидерландов выразил заинтересованность возможностью поставок хлеба в своё государство, а несколько крупных пароходных обществ Роттердама обратились к дипломатической миссии УНР с предложением наладить транспортную линию «Роттердам—Одесса» для установления торговых отношений, поставив условием освобождение Одессы от большевиков (в те времена Нидерланды занимали третье место в мире по количеству пароходов, уступая только Великобритании и США). Были составлены экономические проекты украинско-голландских торговых групп по вопросам поставок и обмена товарами между государствами, однако ни украинское правительство, ни кооперативы своевременно на эти предложения не отреагировали.
Дипломатическая миссия УНР в Нидерландах прекратила свою работу 1 апреля 1922 года из-за прекращения финансирования.
Главы дипломатического представительства Украины в Нидерландах:
- Андрей Яковлев, по совместительству глава дипломатического представительства Украины в Бельгии. Назначен 19 января 1919 года[1].

Генеральные консулы Нидерландов в Киеве:
- доктор Тимон Генрих Фоккер. Назначен 20 января 1919 года[1].

## Современные отношения

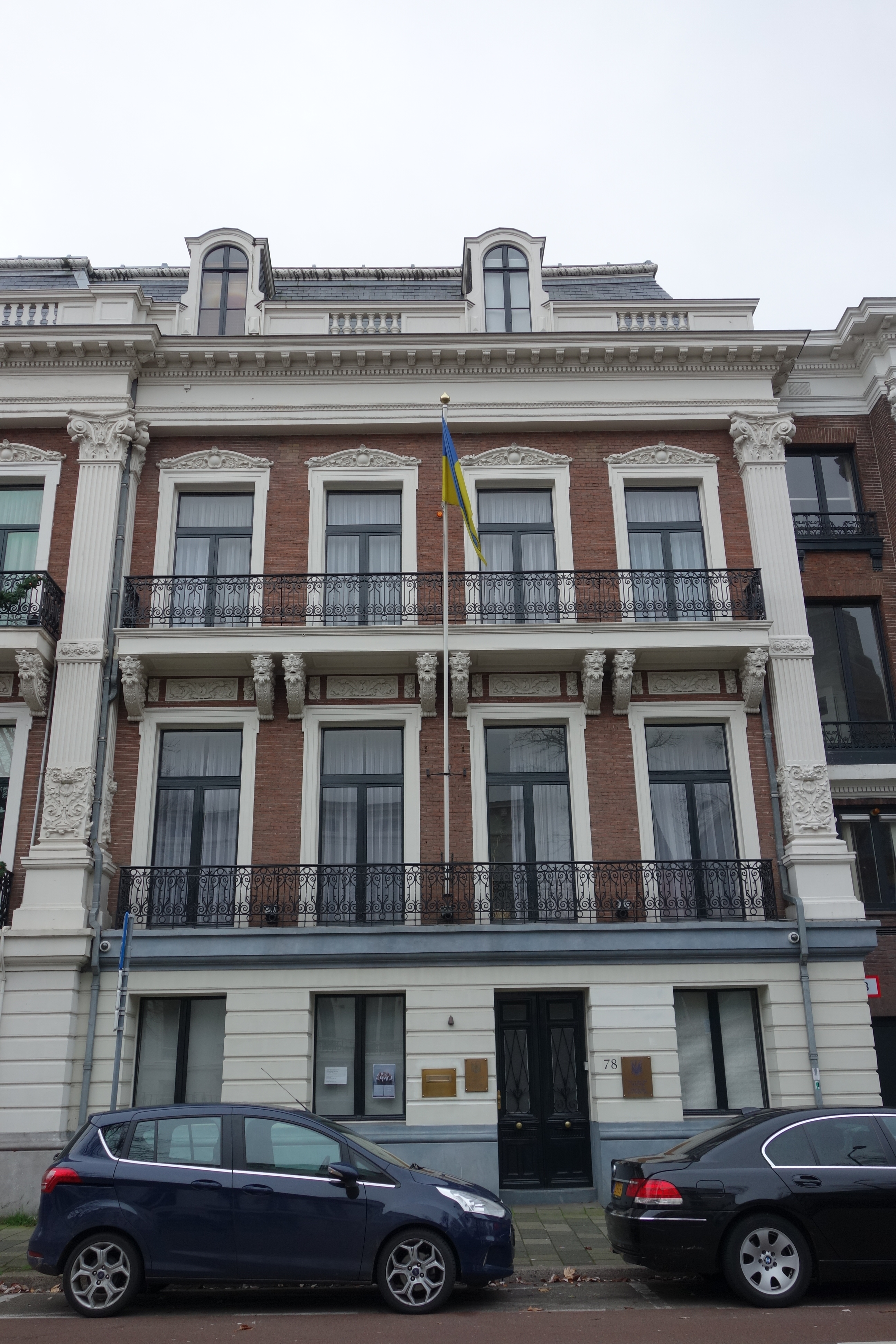
Посольство Украины в Нидерландах. Гаага, Zeestraat, 78

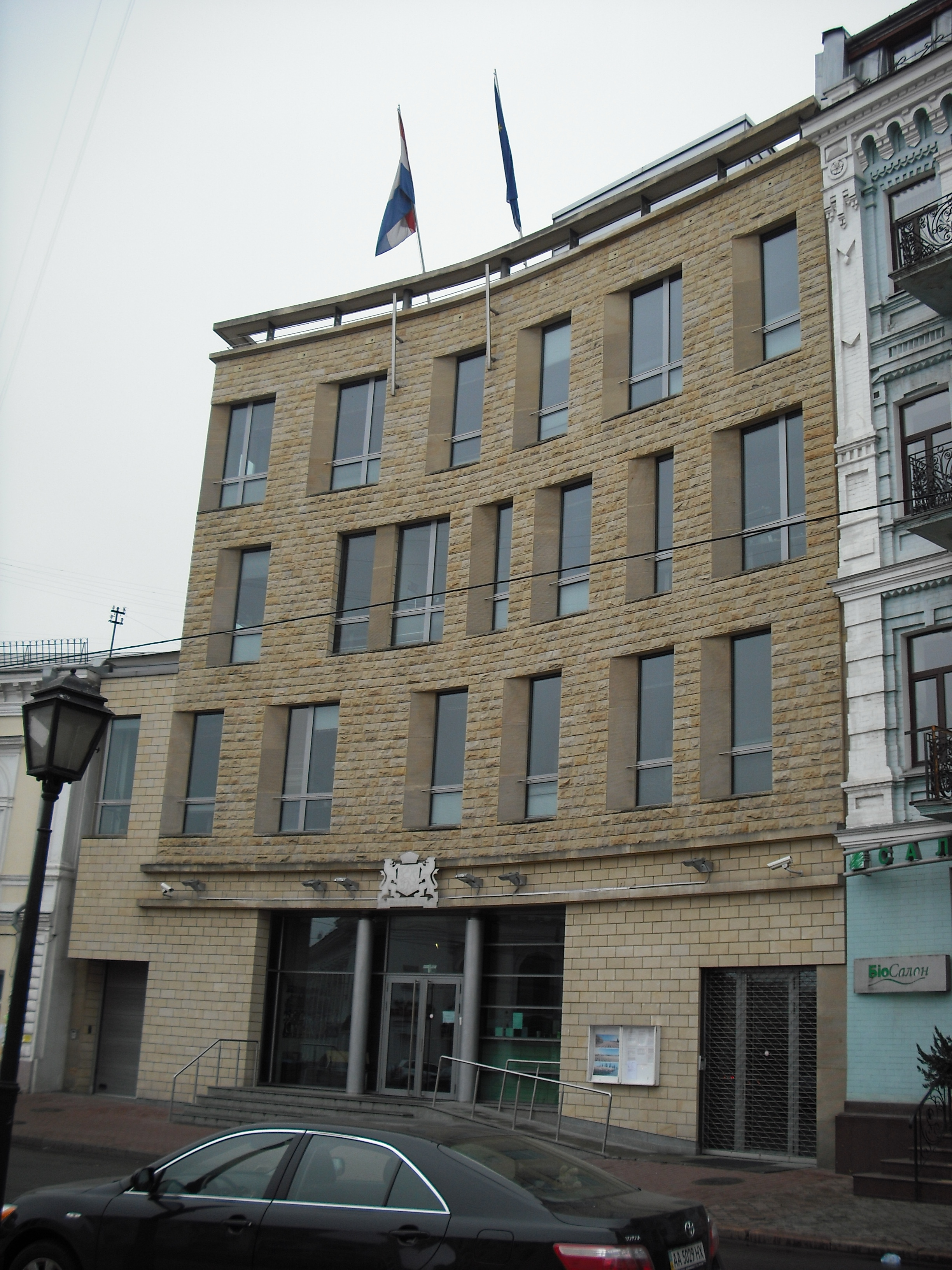
Посольство Нидерландов на Украине. Киев, Контрактовая площадь, 7

Независимость Украины от СССР была признана Нидерландами (как и другими членами Европейского сообщества) 21 декабря 1991 года. Дипломатические отношения между ними были установлены 1 апреля 1992 года. Посольство Нидерландов на Украине было открыто осенью 1992 года, а летом 1993 года было создано посольство Украины в странах Бенилюкс. В 2002 году в Гааге было открыто самостоятельное посольство Украины в Нидерландах.
Чрезвычайные и Полномочные послы Украины в странах Бенилюкс:
- Владимир Василенко, по совместительству представитель Украины при Европейском сообществе и НАТО. Назначен в 1993 году[2];
- Борис Тарасюк, по совместительству представитель Украины при НАТО. Назначен в 1995 году;
- Константин Грищенко, по совместительству представитель Украины при НАТО и ОЗХО. Назначен в 1998 году;
- Владимир Хандогий, по совместительству представитель Украины при НАТО и ОЗХО. Назначен в 2000 году;

Чрезвычайные и Полномочные послы Украины в Нидерландах:
- Дмитрий Марков, по совместительству представитель Украины при ОЗХО. Назначен в 2002 году;
- Александр Купчишин, по совместительству представитель Украины при ОЗХО. Назначен в 2005 году;
- Василий Корзаченко, по совместительству представитель Украины при ОЗХО. Назначен в 2008 году;
- Илья Квас, по совместительству представитель Украины при ОЗХО. Назначен в 2010 году (исполняющий обязанности);
- Александр Горин, по совместительству представитель Украины при ОЗХО. Назначен в 2011 году;
- Всеволод Ченцов, по совместительству представитель Украины при ОЗХО. Назначен в 2017 году.

Чрезвычайные и Полномочные послы Нидерландов на Украине:
- Роберт Серри. Назначен в 1992 году[2];
- Онно Гаттинга Ван'т Сант. Назначен в 1997 году;
- Моник Франк. Назначен в 2001 году;
- Роналд Келлер. Назначен в 2005 году;
- Питер Ян Волтерс. Назначен в 2009 году;
- Кейс Кломпенхаувер. Назначен в 2013 году.